# الوكالة النرويجية (نيروك)

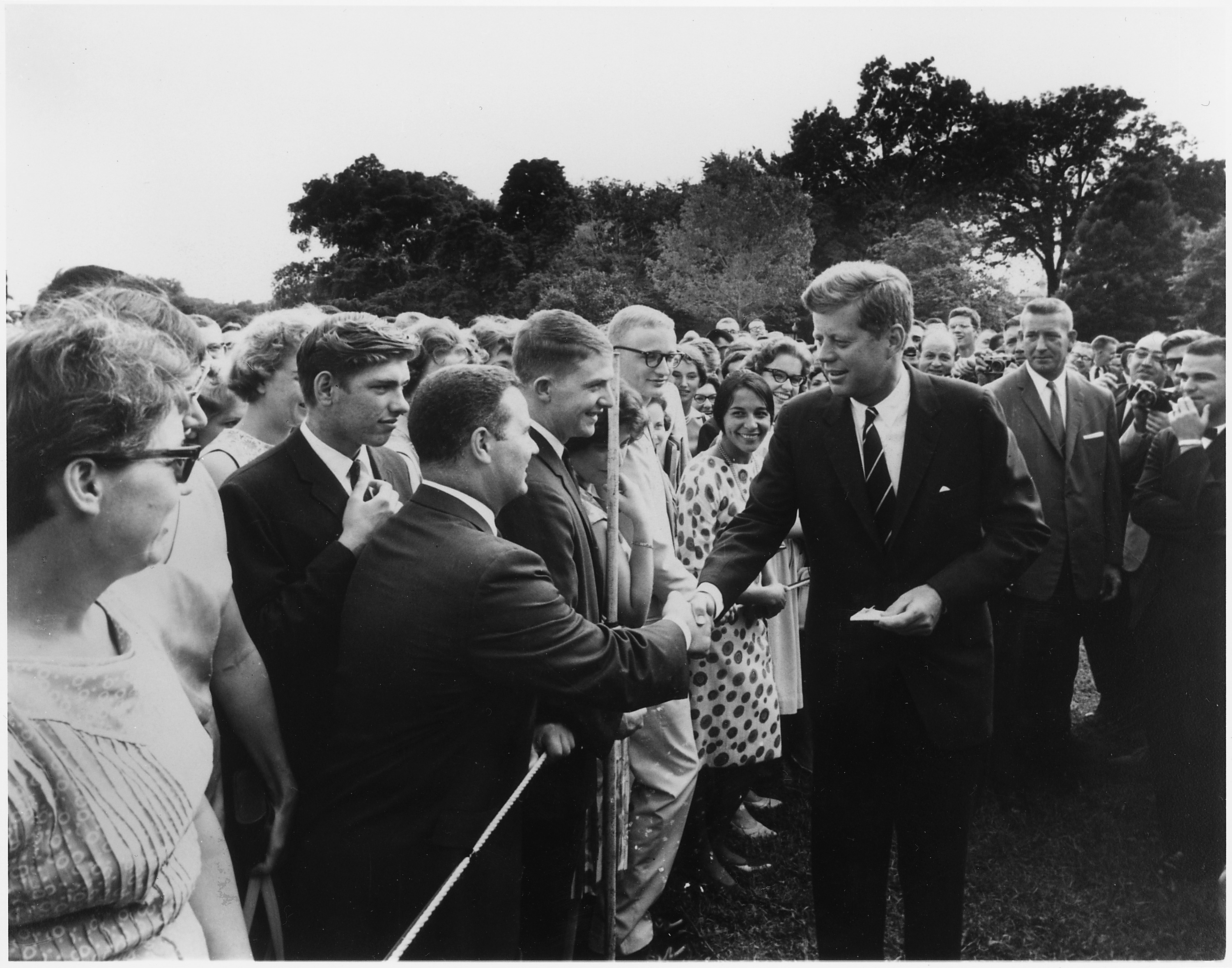

الوكالة النرويجية(نيروك) هي هيئة حكومية نرويجية، تمول عمليات تبادل الموظفين بين الشركات والمنظمات في النرويج و شركات ومنظمات مماثلة في جنوب الكرة الأرضية التي هي بلاد أفريقيا وآسيا وأمريكا اللاتينية. قبل عام (2018) كان اسم المنظمة FK Norway. تأسست الشركة النرويجية عام (1963 ) بأسم شركة فريدسكوربسيتي (وتعني فيلق السلام باللغة النرويجية)، بناء على أفكار فيلق السلام الأمريكي جون ف. كينيدي. أعيد إطلاق هذا البرنامج في عام (2000) لتعزيز التبادل الدولي المتبادل بين الشباب.

## الهيكلية
وهي هيئة إدارية تتبع إلى وزارة الخارجية النرويجية، وهي تمول برامج التبادل بين كليات ومنظمات وشركات المختلفة.. الخ ، في نصفي الكرة الأرضية الجنوبي والشمالي.

## العمل
نُشر أكثر من 9000 مشارك في الخارج لفترة عام واحد في عام (2018) ولدى شركة النرويج FK شبكات إقليمية في آسيا وأفريقيا وأمريكا اللاتينية والنرويج. وكان تور إلدن أمينا عاما ومديراً لاحقاً لشركة النرويج FK في فترة (2000 - 2008) وخلفه نيتا كابور، التي كانت مديرة قسم الأعمال في الفترة من ( 2009 - 2018). في عام 2018 عمل خان أولف باروي مديراً عاماً

## المقر
حتى عام (2018) كان المكتب الرئيسي في أوسلو، وفي ذلك العام انتقلت الحكومة إلى يوردي كجزء من اللامركزية التي تتمتع بها الحكومة الوطنية، وله أيضا مكاتب إقليمية في أوغندا وتايلند.